# یواس‌اس چیس (دی‌ئی-۱۵۸)
یواس‌اس چیس (دی‌ئی-۱۵۸) (به انگلیسی: USS Chase (DE-158)) یک کشتی بود که طول آن ۳۰۶ فوت (۹۳ متر) بود. این کشتی در سال ۱۹۴۳ ساخته شد.